# Höckendorf
Höckendorf is een ortsteil van de Duitse gemeente Klingenberg in de deelstaat Saksen. Op 31 december 2012 fuseerde de tot dan toe zelfstandige gemeente Höckendorf met Pretzschendorf tot de gemeente Klingenberg. Voor de fusie bestond de gemeente uit de zes ortsteilen Höckendorf (met Edle Krone), Beerwalde, Borlas, Ruppendorf, Paulshain en Obercunnersdorf.